# Jože Čuden
Jože Čuden, slovenski raketni modelar, * 4. april 1955, Ljubljana.
Bil je med drugim učitelj tehničnega pouka na osnovni šoli. Od 1969 je član ljubljanskega Astronavtsko raketarskega kluba Vladimir Mihajlovič Komarov in eden od pionirjev slovenskega raketnega modelarstva. Je inštruktor in trener raketnega modelarstva , častni podpredsednik mednarodne aeronavtične zveze FAI in mednarodni sodnik. Večkrat je bil jugoslovanski prvak v različnih kategorijah. Na svetovnem prvenstvu v kategoriji raket za doseganje višine je leta 2000 dosegel 1. mesto med posamezniki. Objavil je knjigo Raketno modelarstvo (1991) in istega leta prejel diplomo Jurija Gagarina sovjetske kozmonavtične zveze.